# Rio Trave
|  |
|  |

O rio Trave é um rio de Schleswig-Holstein, no norte da Alemanha, que passa em Lübeck e drena para o mar Báltico.